# Palaeoloxodon antiquus
Voi ngà thẳng (Danh pháp hai phần: Palaeoloxodon antiquus) là một loài voi đã tuyệt chủng sinh sống ở châu Âu và Tây Á trong thế Canh Tân giữa và muộn (781.000–30.000 BP). Các cá thể được phục dựng có chiều cao lên tới 4–4,2 mét và trọng lượng ước tính khoảng 11,3–15 tấn. Loài voi ngà thẳng có lẽ sống thành từng đàn nhỏ, sinh sôi rất mạnh trong thời kỳ gian băng và có phạm vi sống lan sang cả đảo Anh. Các nhà khảo cổ thường chỉ tìm thấy hóa thạch phần ngà rời rạc chứ bộ xương hoàn chỉnh rất hiếm. Có bằng chứng cho thấy con người săn bắn và ăn thịt loài này. Loài này là tổ tiên của hầu hết các loài voi lùn sau này được khai quật ở vùng Địa Trung Hải.

## Hình ảnh

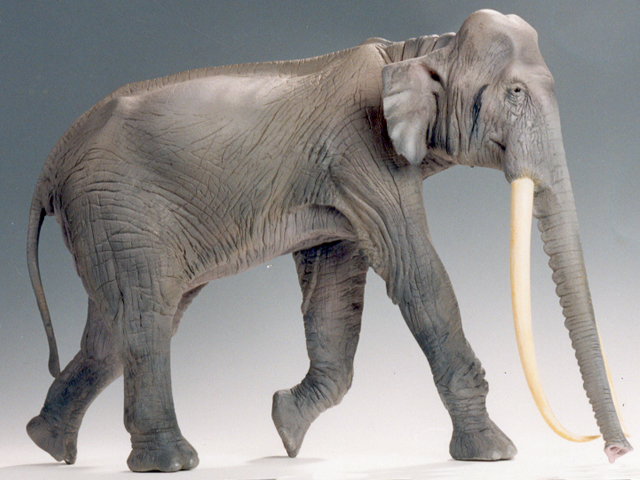
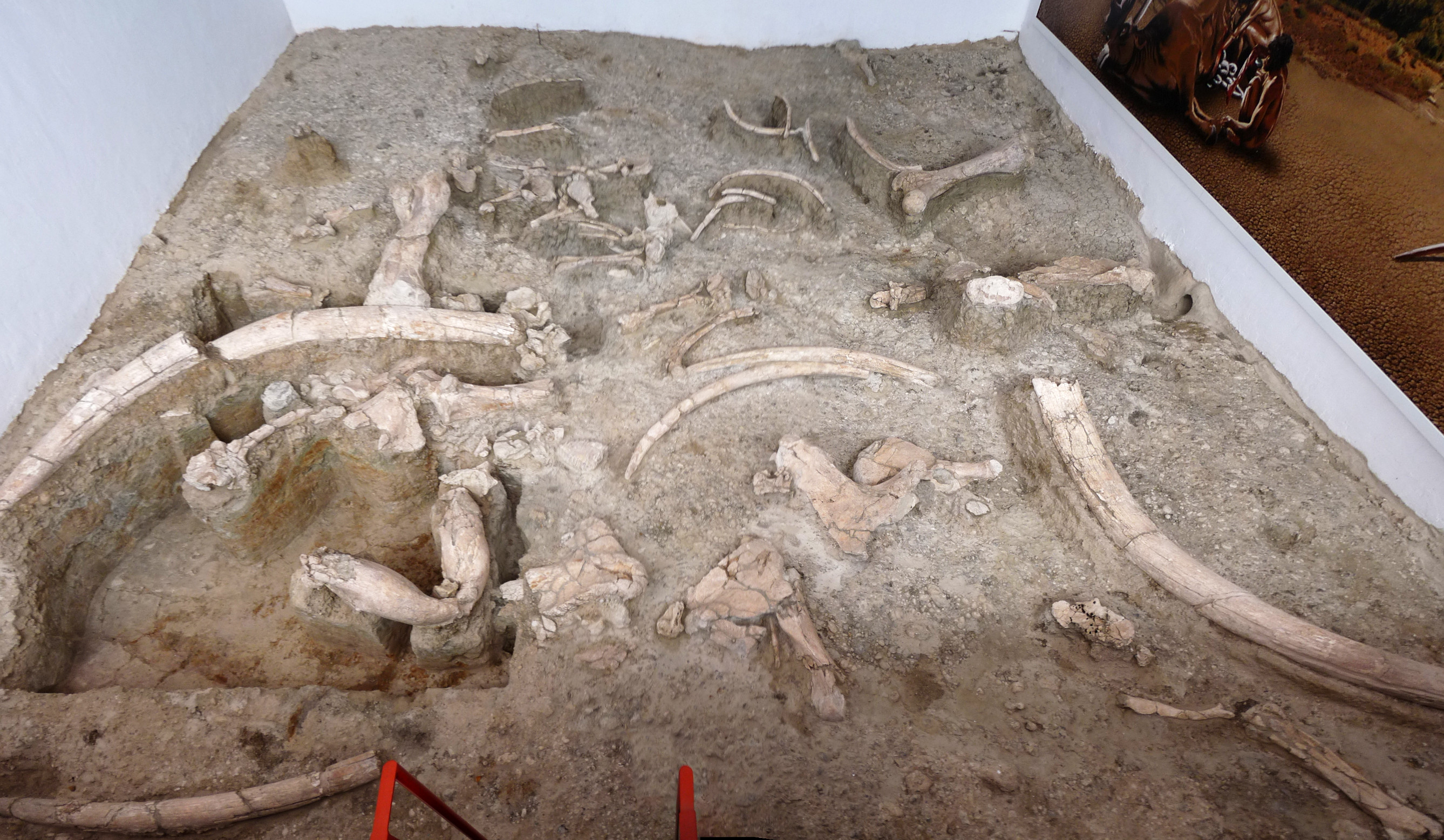
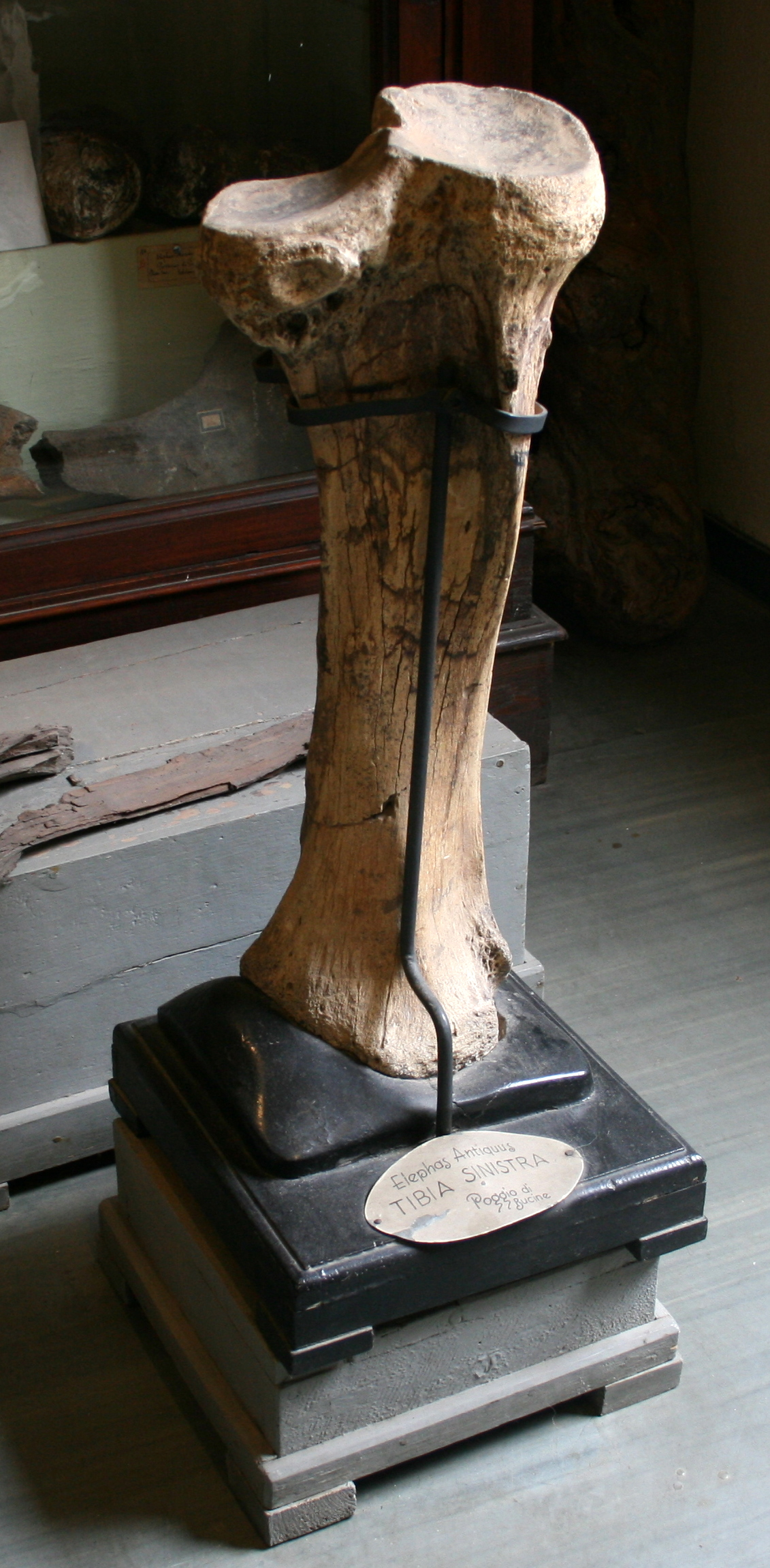

## Đặc điểm

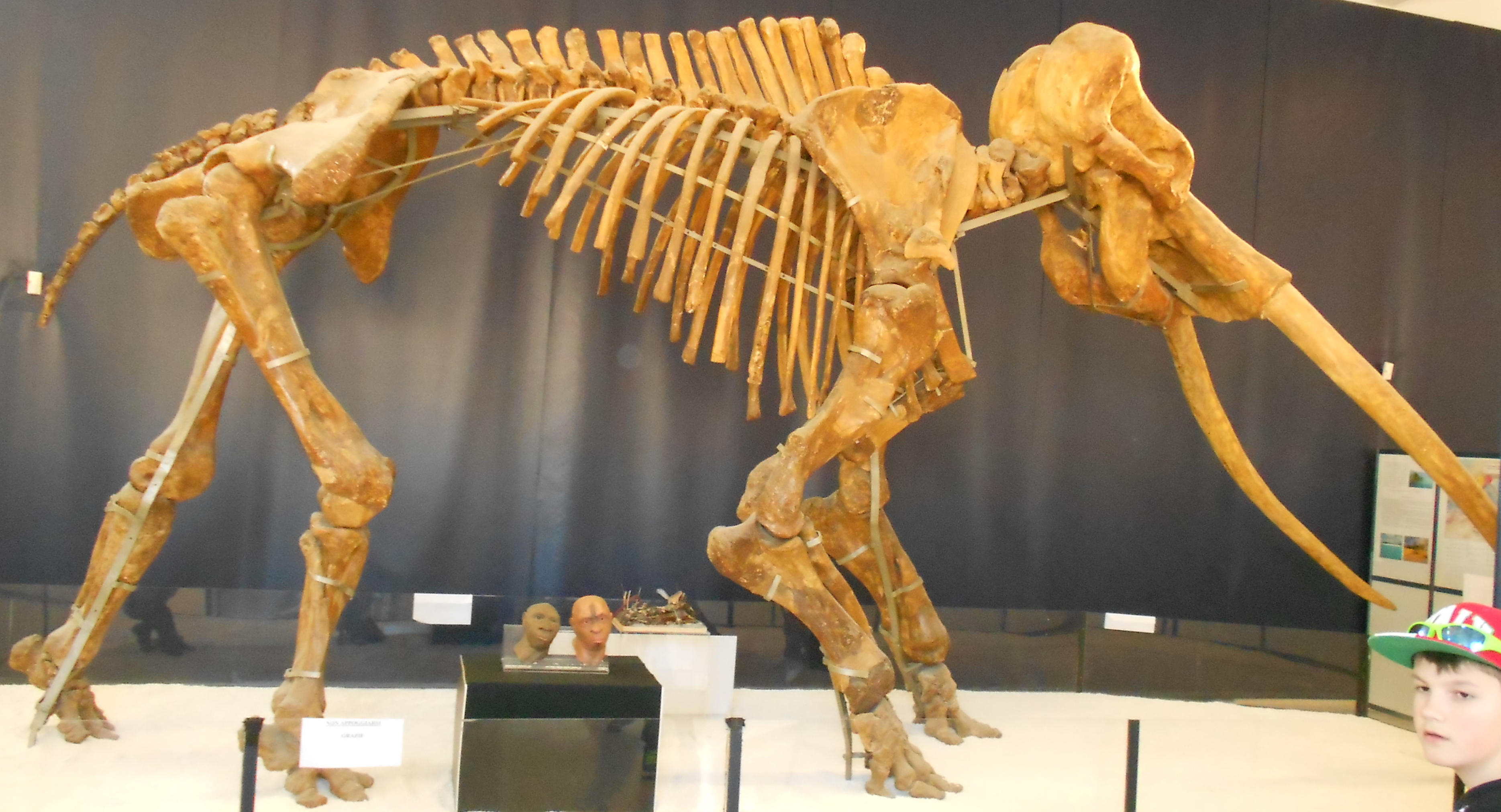
Bộ xương hoàn chỉnh tại Rome.

Palaeoloxodon antiquus rất lớn, có nhiều cá thể cao tới 4 mét. Giống như các thành viên khác của chi Paleoloxodon, sọ của P. antiquus có mào đỉnh chẩm (parieto-occipital crest hay POC), tạo chỗ neo giữ các cơ gối và cơ trám để hỗ trợ phần đầu, phần cơ thể lớn nhất theo tỷ lệ và tuyệt đối trong các proboscidean. Hai hình thái của P. antiquus ở châu Âu được phát hiện dựa trên hình dạng POC, một biến thể có phần giống với loài P. namadicus (voi ngà thẳng châu Á), nhưng là do sự biến đổi cá thể và biến dạng mồ học. Một cá thể đực 40 tuổi của loài này cao khoảng 3,81 mét và nặng khoảng 11,3 tấn, trong khi một cá thể khác từ Montreuil nặng khoảng 15 tấn và cao khoảng 4,2 mét và có ngà dài, hơi cong lên. Chân của P. antiquus dài hơn một chút so với chân của voi hiện đại. Loài voi này có chiếc lưỡi dài tới 80 cm, có thể dùng để lấy lá và cỏ. Voi ngà thẳng có thể gặm cỏ hoặc với lên các tán lá cách mặt đất 8 mét.